# Neuestheater.ch
Der Kulturbetrieb neuestheater.ch ist ein Theater mit Sitz in Dornach in der Schweiz, welches im Jahre 2001 durch Johanna Schwarz und Georg Darvas gegründet wurde. Das Gebäude liegt nur wenige Meter von der Grenze zwischen den Kantonen Basel-Landschaft und Solothurn entfernt, in unmittelbarer Nähe des Bahnhofes Dornach-Arlesheim. Es ist mit der Überlandstraßenbahnlinie 10 der BLT sowie der Linie 3 der S-Bahn Basel erreichbar.

## Geschichte
Am 8. Februar 2001 wurde im ehemaligen Kino Dornach an der Amtshausstrasse 8 mit einer Produktion von Shakespeares Was Ihr wollt das «Neue Theater am Bahnhof» (NTaB) eröffnet. Mit Johann Strauss’ Fledermaus erweiterte sich im Jahr 2003 das Spektrum der Eigenproduktionen auch auf das Musiktheater. Im August 2011 wurde das Kinogebäude abgerissen, um einer neuen Überbauung am Bahnhof Dornach-Arlesheim Platz zu schaffen. Das NTaB erhielt die Möglichkeit einer Zwischennutzung der ehemaligen Druckerei am Stollenrain 17 in Arlesheim.
Auf dem Gelände des im November 2013 abgerissenen ehemaligen Restaurants «Bahnhofstübli» an der Dornacher Bahnhofstrasse wurde ein Neubau als dauerhafter neuer Sitz realisiert, der durch das Basler Architekturbüro Jeker Architekten SIA AG entworfen worden war. Das Grundstück wurde durch die Stiftung Edith Maryon im Baurecht zur Verfügung gestellt. Bauherrin und Eigentümerin des neuen Hauses ist die Stiftung «Kultur am Bahnhof». Das Gebäude wird durch die «Kultur am Bahnhof AG» verwaltet. Realisiert werden konnte das Gebäude dank finanzieller Unterstützung der öffentlichen Hand (Kantone Solothurn, Basel-Landschaft und Basel-Stadt; Gemeinden Dornach, Arlesheim und Reinach) und durch Stiftungen, aus Zuwendungen von Privatpersonen sowie durch einen Fremdfinanzierungsanteil. Der Neubau wurde im September 2015 eingeweiht, bereits seit Mai 2015 verwendete der Theaterbetrieb den neuen Namen «neuestheater.ch»
Neben dem 200 Plätze fassenden Theatersaal beherbergt das Haus auch die Infostelle von «Forum Schwarzbubenland», wo touristische Informationen zum Schwarzbubenland in Anspruch genommen werden können.
Seit 2002 werden im Rahmen des regulären Saisonprogramms Jugendtheaterproduktionen (seit 2004 in Zusammenarbeit mit «Sprachhaus M») realisiert. Darüber hinaus werden Gastspiele auswärtiger Gruppen und Einzelpersonen programmiert, zudem können Gruppen aus der freien Szene der Region Nordwestschweiz in Zusammenarbeit mit neuestheater.ch ihre Produktionen entwickeln. Das Haus ist auch in die Programmplanung der Festivals «wildwuchs», «ZeitRäume», Theaterfestival Basel und Culturescapes eingebunden.
Im Januar 2019 wurde bekanntgegeben, dass sich Johanna Schwarz und Georg Darvas im Frühjahr 2021 von der Leitung des Betriebes zurückziehen werden. Im September desselben Jahres wurde die Öffentlichkeit darüber informiert, dass der Betreiberverein die Struktur der Co-Leitung beibehält und per Spielzeitbeginn 2021/22 den Regisseur Jonas Darvas sowie den Kulturmanager Daniel Wernli mit den Amtsgeschäften betraut.

## Eigenproduktionen (Auswahl)
- Yasmina Reza: Der Mann des Zufalls (2002)
- James Joyce: Verbannte / Nicky Silver: Die Altruisten (2002)
- Gotthold Ephraim Lessing: Nathan, der Weise (2004)
- August Strindberg: Fräulein Julie (2005)
- Samuel Beckett: Das letzte Band und Rockaby (2005)
- Wolfgang Amadeus Mozart: Die Entführung aus dem Serail (2006)
- Giovanni Battista Pergolesi: La Serva Padrona (2007)
- Ermanno Wolf-Ferrari: Il segreto di Susanna /  Anton Pawlowitsch Tschechow: Schwanengesang (2009)
- Joseph Haydn: Orlando Paladino (2009)
- Christoph Willibald Gluck: Orfeo ed Euridice (2010)
- Oliver Bukowski: Der Heiler (2012)
- Gaetano Donizetti: Don Pasquale (2012)
- Thomas Bernhard: Einfach kompliziert (2014)
- Georg Darvas/Gabriel Heim/Bruno Leuschner: Da Ponte in New York, mit Musik von W. A. Mozart (2015)
- Wolfgang Amadeus Mozart: La clemenza di Tito (2016)
- Hermann Burger: Der Orchesterdiener (2017)
- Wolfgang Amadeus Mozart: Così fan tutte (2018)
- Hanoch Levin: Popoch» – Die Arbeit des Lebens (2019)
- Samuel Beckett: Warten auf Godot (2019)